# 케프주 (캄보디아)

케프 주

케프주(크메르어: កែប)는 캄보디아 남서부에 위치한 주로, 인구는 40,280명(2009년 기준)이며 면적은 336km2, 인구밀도는 119.9명/km2이다. 주 이름은 크메르어로 "말 안장"을 뜻한다.